# Fairford
Fairford is een civil parish in het bestuurlijke gebied Cotswold, in het Engelse graafschap Gloucestershire. De plaats telt 3236 inwoners.
De 15e-eeuwse Saint Mary's Church bezit een uniek bewaarde cyclus van 28 brandglasramen.
Bij de plaats ligt de luchtmachtbasis RAF Fairford.

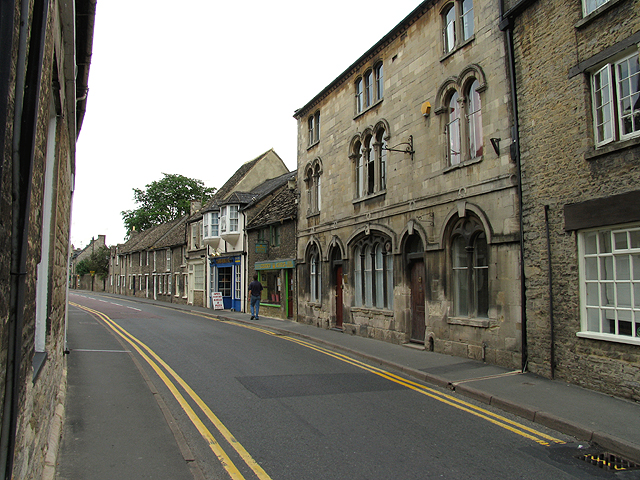